# Gheorghe Cialâk
Gheorghe Cialâk (n. 21 aprilie 1886, București – d. 7 decembrie 1977, București) a fost un general român, care a luptat în cel de-al doilea război mondial.

## Studii militare
- „Școala militară de ofițeri de infanterie și cavalerie” (1906 - 1908)

## Grade militare
- 1908 - Sublocotenent
- 1910 - Locotenent
- 1916 - Căpitan
- 1917 - Maior
- 1923 - Locotenent-colonel
- 1929 - Colonel
- 1938 - General de brigadă
- 1942 - General de divizie
- 1944 - General de corp de armată
- 1945 - trecut în rezervă

A fost înaintat în 31 martie 1938 la gradul de general de brigadă și în 24 ianuarie 1942 la gradul de general de divizie.

## Funcții importante
- Director superior al personalului Ministerului de Război (1940 - 1941)
- Comandantul Diviziei 4 infanterie (1941- 1942)
- Comandantul Corpului 7 teritorial (1942)
- Comandantul Corpului de cavalerie (1943 - 1944)

## Arest și detenție
În 1951, Gheorghe Cialak a fost arestat și condamnat pentru crime de război, a fost eliberat în 1955.

## Decorații
- Ordinul „Coroana României” în gradul de Comandor cu însemne militare (9 mai 1941)[3]
- Ordinul Mihai Viteazul cl. II - prin DR 3267/20.12.1943 (general de divizie, comandantul Corpului de Cavalerie)
- Ordinul Mihai Viteazul cl. III - prin DR 2549/1.09.1942 (general de divizie, comandantul Diviziei 4 Infanterie)
- Ordinul „23 August” clasa a III-a (10 august 1964) „pentru merite deosebite în opera de construire a socialismului, cu prilejul celei de a XX-a aniversări a eliberării patriei”[4]